# Лази (Люблінське воєводство)
Лази (пол. Łazy) — село в Польщі, у гміні Луків Луківського повіту Люблінського воєводства.
Населення — 1182 особи (2011).
У 1975-1998 роках село належало до Седлецького воєводства.

## Демографія
Демографічна структура станом на 31 березня 2011 року:
|          | Загалом | Допрацездатний вік | Працездатний вік | Постпрацездатний вік |
| -------- | ------- | ------------------ | ---------------- | -------------------- |
| Чоловіки | 591     | 147                | 393              | 51                   |
| Жінки    | 591     | 145                | 355              | 91                   |
| Разом    | 1182    | 292                | 748              | 142                  |